# U96
Az U96 német eurodance projekt, amelyet Alex Christensen DJ és három, Matiz művésznéven alkotó producer (Ingo Hauss, Helmut Hoinkis és Hayo Lewerentz) alapított 1991-ben. Hosszas szünet után 2018-ban újra összeálltak Christensen és Hoinkis nélkül.
Nevüket a második világháborús U96 tengeralattjáróról kapták. A projekt első slágere, a Das Boot az 1981-es A tengeralattjáró (Das Boot) című mozifilm főcímdalának későbbi, 1991-es techno verziója (maga az 1981-es film a tengeralattjáróról szól). Ugyanezen a címen megjelent egy album is.

## Tagok
- Ingo Hauss (művésznevén: Bela Lagonda)
- Hayo Lewerentz (művésznevén: Harry Castioni / Hayo Panarinfo)

## Korábbi tagok
- Helmut Hoinkis (művésznevén: Jeff Wycombe)
- Alex Christensen (művésznevén: AC 16, AC Beat, Alex C.)
- Stefan Hafelinger
- Skadi Lange
- Dorothy Lapi

## Diszkográfia
- Das Boot (1992)
- Replugged (1993)
- Club Bizarre (1995)
- Heaven (1996)
- Best of 1991-2001 (válogatáslemez, 2000)
- Out of Wilhelmsburg (2007)
- The Dark Matter (2015)
- Reboot (2018)
- Transhuman (2020)